# Abandoned Cities
| Recensione     | Giudizio |
| -------------- | -------- |
| Ondarock       |          |
| Piero Scaruffi |          |

Abandoned Cities è un album in studio del compositore statunitense Harold Budd del 1984.

## Descrizione
Abandoned Cities è composto da due lunghe tracce (una per facciata), intitolate Dark Star e Abandoned Cities. L'album si allontana dallo stile dimesso e contenuto del precedente Serpent In Quicksilver (1981) per abbracciare un registro più drammatico che anticipa quello del futuro Lovely Thunder (1986). Secondo David Toop, i due soli brani in esso contenuto sono «lastre gelide di un colore opaco, come dipinti di Rothko rielaborati da Ad Reinhardt; come una tendenza minacciosa».

## Registrazione e pubblicazione
Le due tracce Dark Star e Abandoned Cities vennero composte nel 1984 per un'installazione artistica e pubblicate nell'album Abandoned Cities lo stesso anno dall'etichetta Cantil. Il disco venne riedito nel 1989 dalla Opal Records con l'album The Serpent (In Quicksilver). Nel 2005, Abandoned Cities venne ristampato dalla All Saints.

## Tracce
1. Dark Star – 19:45
2. Abandoned Cities – 23:00

## Formazione
- Harold Budd – produzione
- Eugene Bowen – chitarra